# サウザー (プロレスラー)
サウザー（1975年 - ）は、アメリカ合衆国の元プロレスラー。カンザス州出身。本名はアシュリー・サウザー（Ashley R. Souther）。巨体と怪力を生かしたダイナミックな攻撃を得意とする。

## 経歴
1997年に来日して広島に居住。
広島県内の中学校で英語科教員を務める傍ら、レッスルゲートでプロレスデビュー。
その後、ダブプロレスに移籍し、中学校・高校の教員を務めながら広島県内の興行を中心に活動していた。
また、2015年より非常に良く似たルックス・体形の選手が九州プロレスに登場していた。
2018年12月15日、ダブプロレス広島大会におけるグンソ戦をもって現役を引退。

## タイトル歴
- DOVEタッグ王座

## エピソード
- 学生時代にヨルダンへの留学を経験。また国際NGOとしてパレスチナ・ガザ地区で活動。その経験をもとに平和教育にも力を入れている[3]。
- 広島県世羅町の小中学校で英語教員として勤務していた時の生徒に、現在プロレスラーである世羅りさがいた[4]。